# تتراکیس (هیدروکسی‌متیل) فسفونیوم کلرید
تتراکیس(هیدروکسی‌متیل)فسفونیوم کلرید (به انگلیسی: Tetrakis(hydroxymethyl)phosphonium chloride) با فرمول شیمیایی (HOCH۲)۴PCl یک ترکیب شیمیایی است. که جرم مولی آن ۱۹۰٫۵۶ g/mol می‌باشد. شکل ظاهری این ترکیب، بلورین است.